# 怪人マブゼ博士
『怪人マブゼ博士』（原題：Das Testament des Dr. Mabuse、英題：The Testament of Dr. Mabuse）は、フリッツ・ラングが監督した1933年の映画。『ドクトル・マブゼ』と『M』の2作の続編であり、ラング史上2本目のトーキー映画にしてマブゼ博士を悪役にした作品である。
しかし、この当時はナチスの政権掌握直後であり、試写を見たヨーゼフ・ゲッベルスが反感を抱いたこともあってドイツでは公開から間もなく上映禁止となった。翌1934年にラングはアメリカ合衆国へ亡命することとなる。
現在ではドイツ語版とフランス語版が残っているが、ドイツ語版は3分が欠如している。
ラングは戦後、続編として怪人マブゼ博士（マブゼ博士の千の眼）を1960年に制作したが、これが遺作となった。

## キャスト
- ルドルフ・クライン＝ロッゲ：マブゼ博士
- オットー・ヴェルニッケ：Inspector Lohmann
- カール・マイクスナー：Hofmeister
- オスカー・ベレギ・シニア：Professor Baum
- テオドル・ロース：Dr. Kramm
- グスタフ・ディーズル：Thomas Kent
- ヴェラ・リムセイ：Lilli
- ルドルフ・シュンドラー：Hardy
- Oskar Höcker：Bredow
- テオ・リンゲン：Karetzki
- ハドリアン・マリア・ネット：Nicolai Griforiew
- カミラ・スピラ：Juwelen-Anna
- ジョージ・ジョン：Baum's Servant